# Grad Otočec
Grad Otočec (nemško Burg Wördl), ki je razglašen kot kulturni spomenik je edini vodni grad v Sloveniji. Stoji na enem od otokov reke Krke nedaleč od Novega mesta. Od drugih otoških gradov sta nekoč stala še grad Gutenwerth in grad Kostanjevica. Še danes pa stoji dvorec Kostanjevica.

## Zgodovina
Prvič je bil omenjen v 13. stoletju, točneje leta 1252, ko so v njem prebivali vazali freisinških škofov, vitezi Otoški.
Izumrli so v 15. stoletju, naslednji lastniki pa so bili iz vrst tirolske plemiške rodbine Villandres. Leta 1560 je grad v upravljanje prejel stotnik žumberaških uskokov, baron Ivan Lenkovič (poznejši general Vojne krajine). Leta 1629 je lastnik postal pl. Janez Sonce; o njem je Ivan Tavčar napisal povest. Sredi 18. stoletja je grad postal del posesti plemiške rodbine Schweiger-Lerchenfeld, od leta 1854 do konca 2. svetovne vojne pa je bil v lasti rodbine Margheri de Commadona.
Na začetku druge svetovne vojne so grad zasegli Italijani za svojo utrdbo, partizani so ga požgali in porušili, po vojni pa je bil nacionaliziran in obnovljen.

## Danes
Danes je grad urejen v luksuzni hotel , prenovljen v duhu gotike in renesanse leta 2009, s 10 dvoposteljnimi sobami in šestimi apartmaji ter grajska restavracija.

## Galerija
- Most
- Marmornat renesančni medaljon z dekliškim profilom na desni strani vhodnega portala gradu Otočec
- Vhod